# Charles Joseph Bonaparte
Pour les articles homonymes, voir Maison Bonaparte, Charles Bonaparte (homonymie) et Bonaparte (homonymie).
Charles Joseph Bonaparte, né le 9 juin 1851 à Baltimore (Maryland) et mort le 28 juin 1921 dans le comté de Baltimore, est un homme politique américain et le petit-neveu de Napoléon Ier. Membre du Parti républicain, il est secrétaire à la Marine entre 1905 et 1906, puis procureur général des États-Unis entre 1906 et 1909 dans l'administration du président Theodore Roosevelt.

## Biographie
Né à Baltimore (Maryland), il est le fils de Susan May Williams (1812-1881), fille d'un riche homme d’affaires de Baltimore, et de Jérôme Napoleon Bonaparte (1805-1870). Ce dernier est le fils de Jérôme Bonaparte, le plus jeune frère de l’empereur Napoléon Ier, et de sa première épouse, Elizabeth Patterson, avec laquelle il s’était marié lors d'un passage à New York en 1803.
Il suit des études à l'université Harvard, dont il sort diplômé en droit et travaille ensuite comme juriste à Baltimore, devenant également un homme politique local, puis national, reconnu. Il est membre du Board of Indian Commissioners (en) de 1902 à 1904 et président de la National Civil Service Reform League (en).
En 1905, le président Theodore Roosevelt le nomme dans son cabinet comme secrétaire à la Marine. Puis, de 1906 à la fin du mandat du président Roosevelt, il est procureur général des États-Unis (équivalent de ministre de la Justice). Il est actif dans les poursuites contre les trusts et est un des principaux responsables de la fin du monopole du tabac. Le 26 juillet 1908, il crée le Bureau of Investigation (BOI), ancêtre de l’actuel FBI, en embauchant les dix premiers agents de son histoire. 
Charles Joseph Bonaparte meurt à Bella Vista (à l’origine désigné sous le nom de Mount Vista Estates) dans le comté de Baltimore, dans le Maryland, victime de la chorée. Il est enterré dans le cimetière de Loudon Park (en) à Baltimore.
Il avait épousé, le 1er septembre 1875, Ellen Channing Day (1852–1924), fille du procureur Thomas Mills Day et d'Anna Jones Dunn. Le couple n'eut pas d'enfants.
Son frère, Jérôme Napoléon Bonaparte II, son aîné de 21 ans, sert dans l'US Army, puis dans l’armée française à l’arrivée de Napoléon III au pouvoir.